# Guatteria sabuletorum
Guatteria sabuletorum este o specie de plante angiosperme din genul Guatteria, familia Annonaceae, descrisă de Robert Elias Fries. Conform Catalogue of Life specia Guatteria sabuletorum nu are subspecii cunoscute.